# 니레이촌
니레이촌(仁礼村)은 일본 나가노현 가미타카이군에 있던 촌이다. 현재의 스자카시 남부에 해당한다.

## 역사
- 1889년 4월 1일 - 정촌제 시행에 의해 4촌의 구역을 확장해 성립하였다.
- 1955년 1월 1일 - 도요오카촌과 합병해 아즈마촌이 성립하여, 동일 니레이촌은 폐지되었다.

## 참고문헌
- 角川日本地名大辞典 20 長野県